# Zeigler (Illinois)
Pour les articles homonymes, voir Zeigler.
Zeigler est une ville de l'Illinois, dans le comté de Franklin aux États-Unis.

## Personnalités liées à Zeigler
- Nick Holonyak Jr. (1928-2022), créateur d'une diode à spectre visible en 1962.